# Victor Voicu
Victor A. Voicu (n. 29 iunie 1939, Bolovani, Dâmbovița) este un general maior, medic și farmacolog român, membru titular (2001) al Academiei Române și vicepreședinte al acesteia (din 20 aprilie 2018). Este profesor universitar, fost șef al catedrei de Farmacologie Clinică, Toxicologie și Psihofarmacologie, Universitatea de Medicină și Farmacie Carol Davila din București (1992).
Directorul Centrului de Cercetări Științifice Medico-Militare (1986).
Președintele (2000) Consiliului Științific al Agenției Naționale a Medicamentului.
Președintele Societății Române de Farmacologie, Terapeutică și Toxicologie Clinică (1998).
Cercetări științifice în domeniile compușilor organofosforici și antidotismului acestora, farmacologia radioprotectorilor chimici, farmacologia experimentală și clinică a antihipertensivelor și antiaritmicelor, psihofarmacologia psihotomimeticelor și drogurilor de abuz. Coordonator de studii de bioechivalență și studii clinice de fază I. 20 de volume publicate, peste 290 de lucrări științifice publicate și comunicate. 18 brevete de invenție.

## Distincții primite
- Ordinul Național "Steaua României" în grad de Comandor, 1 decembrie 2017[2]